# Tadeusz Łopieński

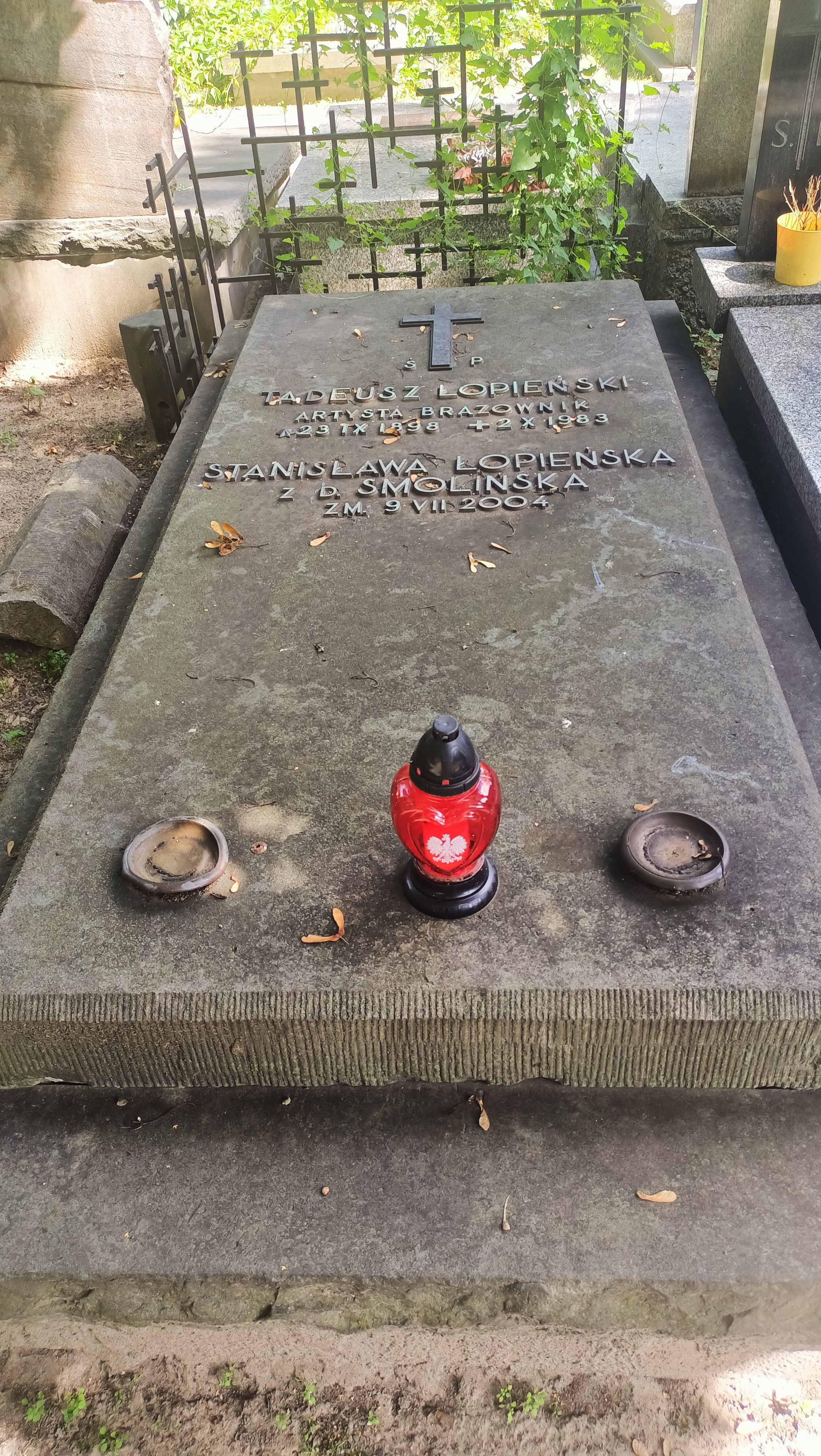
Grób Tadeusza Łopieńskiego na Cmentarzu Powązkowskim w Warszawie

Tadeusz Łopieński (ur. 1898, zm. 2 października 1983 w Warszawie) – artysta brązownik.

## Życiorys
Współwłaściciel i ostatni kontynuator działalności warszawskiej wytwórni pomników z brązu Bracia Łopieńscy (noszącej od 1950 r. nazwę „Brąz Dekoracyjny“). Działacz Towarzystwa Przyjaciół Warszawy. Nauczyciel rzemiosła brązowniczego.
Po II wojny światowej przedsiębiorstwo Łopieńskich rekonstruowało większość pomników z metalu w stolicy.
Został pochowany na cmentarzu Powązkowskim w Warszawie (kwatera 167-6-24).

## Pomniki odlane w wytwórni „Bracia Łopieńscy” i „Brąz Dekoracyjny”
- Pomnik Fryderyka Jurjewicza (1929)[4]
- Pomnik Dowborczyków (1930)[5]
- Pomnik Jana Kilińskiego (1935)[6]
- Pomnik Marii Skłodowskiej-Curie (1935)[7]
- Pomnik Wojciecha Górskiego (1937)[8]
- Pomnik Syreny (nad Wisłą) (1939)[9]
- Pomnik Fryderyka Chopina (1958, rekonstrukcja)[10]
- Pomnik Żołnierza Polskiego i Niemieckiego Antyfaszysty (1972) – Berlin
- Pomnik Mikołaja Kopernika we Fromborku (1973) – Frombork
- Pomnik Mikołaja Kopernika (1974) – Bogota
- Pomnik Bolesława Prusa (1976)[11]
- Pomnik Juliana Marchlewskiego (1968) – nie istnieje[12]
- Popiersie Józefa Szanajcy (1979)[13]
- Pomnik Homagium Jana Pawła II i Prymasa Tysiąclecia (30 maja 1983) – Lublin – dziedziniec starego gmachu KUL przy Al. Racławickich[14]
- Pomnik Tysiąclecia Jazdy Polskiej (1987)

## Pomniki rekonstruowane i naprawiane przez przedsiębiorstwo po II wojnie światowej
- Kolumna Zygmunta III Wazy w Warszawie – odtworzono orły z girlandami, oraz dwie tablice z napisami (wschodnią i południową)[15]
- Grób Nieznanego Żołnierza w Warszawie – elementy plastyczne z metalu[16]
- Warszawska Syrenka – dorobiono oderwany miecz, odlano lewą rękę i tarczę, usunięto 18 uszkodzeń powierzchni i załatano ponad 50 dziur od kul i odłamków – pomnik ustawiono w 1955 na terenie Centralnego Parku Kultury, w 1970 został zdewastowany przez wandali (utrącono miecz i podziurawiono korpus), ponownie naprawiony w firmie Łopieńskich powrócił w 1972 na mury Starego Miasta[17], od roku 2000 jego kopia stoi na Rynku Starego Miasta
- Pomnik Syreny w Warszawie nad Wisłą – bez zdejmowania z cokołu załatano 35 drobnych przestrzelin[18]
- Pomnik Mikołaja Kopernika – w 1949 wymodelowano 28 brakujących fragmentów, wmontowano 108 łat, zanitowano 368 dziur[19]
- Pomnik Adama Mickiewicza w Warszawie – (1949)